# 份田制
份田制是傣族地区历史上封建领主制社会的土地所有制形态。傣族的生产力水平较高，使用铁制农具，以耕种水田、牛耕为主。

## 特征
土司将领地(勐)内的水田划分为“官田”、“官奉田”和“份田”。官田是土司占有的水田，是灌溉条件较好的熟田，由依附土司的农民义务耕种，所获粮食全部归土司所有。官奉田是土司赐给属官的水田，由农民义务耕种。份田是土司分给农民的水田，多为生田。划给佛寺的“寺田”也由农民义务耕种。
在傣族封建领主制社会中，农民所开垦的新田，耕种5年以上，若被土司相中，可征为官田或官奉田。土司领地内的动植物被垄断为土司个人所有，猎捕所得的上等兽肉、虎皮等需上交土司，否则将受到惩处甚至逐出领地。农民要摊派杂、劳役，并向土司上缴税负。